# Закалюжная, Оксана Анатольевна
Оксана Анатольевна Закалюжная (род. 18 декабря 1977, Архангельск, РСФСР, СССР) — российская баскетболистка, выступавшая в амплуа центрового. Серебряный медалист чемпионата мира, неоднократный призёр чемпионата России, мастер спорта международного класса.

## Биография
Оксана Закалюжная воспитанница Санкт-Петербургского колледжа олимпийского резерва № 1. Первым профессиональным клубом в её карьере стала местная «Волна», с которой в 2000 году выигрывает первую медаль российского первенства. После успешного сезона баскетболистка переезжает на другой континент, выступать за клуб WNBA «Детройт Шок». В первом сезоне Оксана 23 раза выходит на площадку, при этом в среднем за матч набирает 3,9 очка, делает 2,0 подбора. По окончании заокеанской лиги Закалюжная подписывает контракт с грандом турецкого баскетбола «Фенербахче», с которым выигрывает местное первенство и становится обладателем национального кубка. Сезон 2001 года в WNBA баскетболистка пропускает из-за травмы, а в 2002 году, выступая за две команды, она сыграла всего лишь в 8 играх. В этот период исполком РФБ три раза подряд включает Закалюжную в список 25 лучших баскетболисток России (1999/2000, 2000/2001, 2001/2002). Причём по итогам сезона 2001/02, она вторая центровая в России после Марии Калмыковой, позади неё осталась Мария Степанова и Элен Шакирова.
После двух бронзовых сезонов в Венгрии Закалюжная в 2004 году возвращается на родину, где пол-сезона выступает за московское «Динамо», а завершает в новосибирском «Динамо-Энергии». Затем баскетболистка переходит в екатеринбургский «УГМК», где за два года выигрывает серебряную и бронзовую медаль российского первенства. И снова её включают в список лучших баскетболисток России (2005/06).
После Екатеринбурга баскетболистка играет за БК Москву, где в одном шаге останавливается от завоевания Кубка Европы. В том евротурнире Оксана становится лидером команды по блок-шотам (1,2 в среднем за матч).
В 31 год спортсменка переезжает в Оренбург, играть за местную «Надежду». В течение последующих трёх сезонов она трёхкратная обладательница бронзовых медалей чемпионата России, финалист Кубка Европы. В 2012 году Оксана Закалюжная заканчивает баскетбольную карьеру.

### Сборная России
22 мая 1995 года, в матче против сборной Югославии (8 очков), баскетболистка дебютирует за национальную сборную. Несмотря на то, что Оксана постоянно привлекалась в квалификационных раундах, за сборную на финальном турнире она выступала один раз. В 2002 году на чемпионате мира в Китае Оксана выигрывает серебряную медаль, принимая участие в 5 играх (3,2 очка, 2,0 подбора). После мирового первенства баскетболистку перестали вызывать в национальную команду.

## Достижения
- Серебряный призёр чемпионата мира: 2002.
- Чемпион Турции: 2002
- Серебряный призёр чемпионата Турции: 2001
- Серебряный призёр чемпионата России: 2006.
- Бронзовый призёр чемпионата России: 2000, 2007, 2010, 2011, 2012.
- Бронзовый призёр чемпионата Венгрии: 2003, 2004
- Обладатель Кубка Турции: 2001.
- Финалист Кубка Европы ФИБА: 2008, 2010